# Лгун (фильм, 1981)
«Лгун» (фин. Valehtelija) — черно-белый среднеметражный дипломный фильм режиссёра Мики Каурисмяки.

## Сюжет
Вилле Альфа — начинающий писатель, эксцентричный молодой интеллектуал, который предпочитает безделье какой-либо работе. Целыми днями он гуляет по Хельсинки, встречаясь со своими многочисленными друзьями и приятелями исключительно с одной целью — в который раз занять у них денег. У Вилле, являющегося патологическим лгуном, всегда есть готовые оправдания и самые необычные причины на все случаи жизни, что и не даёт повода его друзьям усомниться в честности молодого человека. Когда разговор заходит о работе, Альфа каждый раз придумывает себе новую презентабельную профессию.
Однажды Вилле встречает Туулу и влюбляется в неё. Девушка работает в парке аттракционов Линнанмяки, но Вилле вынуждает её уйти оттуда и переехать жить к нему. Альфа продолжает безнаказанно совершать дерзкие поступки: вместе с приятелем угоняет автомобиль у фотографа-любителя, крадёт из магазина понравившиеся Тууле антикварные книги. Поначалу их совместная жизнь вполне устраивает девушку, но вскоре ей становится всё тяжелее уживаться с дурными привычками Вилле и полным отсутствием у него стремления найти хорошую, стабильную работу. В итоге, она уходит от молодого человека со скандалом.
Расставание с Туулой едва не заставляет Вилле переосмыслить свою жизнь, но для вечного бродяги и лжеца стать честным порядочным человеком и вернуть долги оказывается непосильной задачей. В один прекрасный момент его ложь неожиданно раскрывается, но Вилле удаётся улизнуть. На противоположной стороне улицы он внезапно видит Туулу и понимает, что она всё-таки дорога ему. Зайдя в цветочный магазин за букетом для любимой, Вилле сталкивается лицом к лицу с грабителем и пытается бежать, но тот успевает пару раз выстрелить в него. Испуганная девушка подбегает к Вилле, лежащему на тротуаре, а налетчик скрывается с места преступления.

## В ролях
- Аки Каурисмяки — Вилле Альфа
- Пиркко Хямяляйнен[англ.] — Туула
- Юусо Хирвикангас — Юусо
- Ларс Линдберг — Гарри
- Эса Сирккунен — Олли
- Марья Хейсканен — девушка из киоска
- Матти Пеллонпяя — поклонник Чендлера
- Микко Маттила — поклонник Хемингуэя